# Dàwud (nom)
Dàwud o Dàüd és un nom masculí àrab (àrab: داوود, Dāwūd, داود, Dāwud o çداؤود, Dāʾūd) que es correspon amb el català David, que l'àrab pren directament de l'hebreu דָּוִד (Dawid). Si bé Dàwud i Dàüd són les transcripcions normatives en català del nom en àrab clàssic, també se'l pot trobar transcrit Dawud, Daud, Da'ud, Dawood, Dawoud, Daoud... Com a nom del més important rei d'Israel és un nom força usual entre els àrabs jueus i cristians, de la mateixa manera que, com a nom d'un dels principals profetes de l'islam, és dut per molts musulmans, arabòfons o no; aquests darrers l'han adaptat a les característiques fòniques i gràfiques de la seva llengua: albanès: Daut, Davud; àzeri: Davud; tibetà: Davud, Dawud, Daud, Daut; indonesi: Daud; kurd: Dawid; malai: Daud; persa: داوود, Davud turc: Davud; wòlof: Daawuda.
Vegeu aquí personatges i llocs que duen aquest nom.